# Chasmatophyllum
Chasmatophyllum (лат.) — род суккулентных растений семейства Аизовые (Aizoaceae) произрастающий на территории Лесото, Намибии и ЮАР.

## Название
Родовое латинское (научное) название Chasmatophyllum происходит от греческих слов chasma, — «расщелина», и phyllon, — «лист».

## Ботаническое описание
Представители рода — карликовые кустарнички с хохлатыми или распростертыми ветвями, которые часто образуют небольшие коврики. Листья супротивные, по 6-8 на веточках, часто продолговатые или лопатчатые, тупо килеватые, часто тупозубчатые по краю и килю, с поверхностью, немного бородавчатой и шероховатой.
Цветки одиночные, верхушечные, расположены на цветоножке, двудольные, диаметром 20-50 мм; раскрываются с позднего вечера до раннего утра. Чашелистиков 5, неравных, 3-гранных. Лепестки находятся в 2 или 3 рядах, ланцетные, золотисто-желтые, с красноватыми кончиками. Тычинок многочисленно. Нектарник состоит из 5 отдельных железок, хорошо выраженных. Завязь представляет собой плоскую или почти плоскую верхушку; рыльца 5, нитевидные. Плодом является пятигнездная коробочка, похожая на плоды растений рода Drosanthemum; она имеет широкие крылья клапана и наличие покровных мембран. Семена тупо крючковатые, немного шероховатые, мелкие, светло-желтые.

## Таксономия
Chasmatophyllum (Schwantes) Dinter & Schwantes, первое упоминание в Z. Sukkulentenk. 3: 17 (1927).

### Виды
Подтвержденные виды (7) по данным сайта Plants of the World Online на 2023 год:
- Chasmatophyllum braunsii Schwantes
- Chasmatophyllum maninum L.Bolus
- Chasmatophyllum musculinum (Haw.) Dinter & Schwantes
- Chasmatophyllum nelii Schwantes
- Chasmatophyllum rouxii L.Bolus
- Chasmatophyllum stanleyi (L.Bolus) HEKHartmann
- Chasmatophyllum willowmorense (L.Bolus) L.Bolus